# فوهة غاز ديرويز
فوهة غاز ديرويز او باب جهنم أو حفرة الجحيم أو «بوابة الجحيم»، هي تسمية تطلق على حفرة مشتعلة بالنيران بدون توقف منذ عام 1971 في قرية ديرويز التي تبعد 250 كم من العاصمة التركمنستانية عشق آباد. يمكن رؤية هذه الحفرة من على مسافة بضعة كيلومترات. ويبدو انها لن تنطفئ 
تكونت الحفرة والذي يبلغ قطرها 70 متر (230 قدم)، عرضها 60 مترًا (200 قدم) وعمقها نحو 20 متراً (66 قدم) إثر سقوط حفارة الغاز الطبيعي أثناء عملها في المنطقة عام 1971 في عهد الاتحاد السوفييتي سابقاً. ولمنع تسرب غاز الميثان من الحفرة والإضرار بالبيئة والكائنات الحية قرر العلماء إشعال النار بها على أمل أن تستهلك النار الغاز خلال عدة أيام، ولكن لم تنقطع عنها النيران منذ ذلك الحين حتى الآن. 
يقع حقل الغاز الطبيعي في منطقة درويزفي تركمانستان ويمتد تحت بحر قزوين، ويقدر محتوى الحقل من الغاز بنحو 8 بليون متر مكعب، أي أنه رابع أكبر حقول الغاز التي عثر عليها في العالم.

## الآثار المستقبلية للغاز على التنمية
في أبريل من عام 2010 زارها الرئيس التركماني قربانقلي بردي محمدوف وقد أعطى أوامره في غلق هذه الحفرة المشتعلة أو اتخاذ تدابير أخرى للحد من تأثيرها في تطوير حقول الغاز الطبيعي الأخرى في تلك المنطقة. 
في عام 2013 لاتزال الحفرة مشتعلة وقد أصبحت من أهم مواقع السياحة في تركمانستان. 